# Trần Thanh Quế
Trần Thanh Quế (1921–1983), tên thường gọi là Năm Hội, Mười Ly, nguyên Bí thư Huyện ủy Tri Tôn, Phó Chủ tịch Ủy ban nhân dân tỉnh Long Châu Hà, Anh hùng Lực lượng vũ trang nhân dân Việt Nam.

## Cuộc đời
Trần Thanh Quế sinh năm 1921 ở xã Thuận Hưng, huyện Long Mỹ, tỉnh Rạch Giá (thuộc tỉnh Hậu Giang ngày nay), trú quán ở xã Lương Phi, huyện Tri Tôn, tỉnh Châu Đốc (thuộc tỉnh An Giang ngày nay). Đầu năm 1945, ông tham gia Thanh niên Tiền phong xã Lương Phi.
Cuối năm 1945, ông được điều động tham gia Ủy ban Hành chính cách mạng lâm thời huyện Tri Tôn, giữ chức vụ Ủy viên chính trị. Tháng 6 năm 1947, ông chính thức thoát ly gia đình, hoạt động ở khu vực căn cứ Núi Tô (An Tức, Tri Tôn).
Tháng 1 năm 1948, ông được giới thiệu vào Đảng Cộng sản Việt Nam, giữ chức vụ Chủ tịch Mặt trận Việt Minh huyện Tri Tôn. Tháng 5, ông chính thức được kết nạp Đảng. Do giỏi tiếng Khmer, lại có nhiều kinh nghiệm vận động tại các phum, sóc, nên ông thường nhận nhiệm vụ tuyên truyền, vận động người Khmer ở hai huyện Tịnh Biên, Tri Tôn ủng hộ lực lượng kháng chiến, đồng thời giới thiệu nhiều người gia nhập tổ chức Đảng.
Từ năm 1949, ông chủ yếu được phân công nhiệm vụ ở vùng Bảy Núi. Năm 1957, ông cùng Bí thư Huyện ủy Vũ Hồng Đức đã xây dựng lực lượng vũ trang mang tên "Quân đội Thất Sơn".
Tháng 6 năm 1963, ông đảm nhận vai trò Chính trị viên Huyện đội, Ủy viên Chính trị Liên chi huyện Tịnh Biên và Tri Tôn, Phó Trưởng ban Căn cứ địa của tỉnh An Giang. Ông đã trực tiếp tham gia chỉ huy nhiều trận đánh, trong đó nổi bật nhất là hai lần tập kích quận lỵ Tri Tôn. Trong thế trận bị bao vây 128 ngày đêm trên đồi Tức Dụp (18 tháng 11, 1968–25 tháng 3, 1969), ông vẫn chỉ huy lực lượng đặc công huyện tấn công quận lỵ, thành công tiêu diệt nhiều kẻ địch. Trận Tức Dụp được xem là "biểu tượng tiêu biểu nhất về tinh thần đấu tranh của quân và dân An Giang".
Năm 1970, ông được bầu làm Bí thư Huyện ủy Tri Tôn. Năm 1974, tỉnh Long Châu Hà được tái lập, ông được chỉ định tham gia Tỉnh ủy Long Châu Hà đặc trách Trưởng ban Vận động nông dân tỉnh, rồi Phó Chủ tịch Ủy ban nhân dân tỉnh Long Châu Hà.
Sau khi đất nước thống nhất (1976), ông tiếp tục giữ chức vụ Tỉnh ủy viên (Tỉnh ủy An Giang), Bí thư Huyện ủy Tri Tôn. Với cương vị được giao, ông đã chỉ đạo xây dựng tuyến phòng thủ ở khu vực biên giới, cùng bộ đội Quân khu 9 tham gia chống trả các cuộc tấn công của quân Khmer Đỏ.
Ông mất năm 1983.

## Tôn vinh
Ngày 20 tháng 12 năm 2016, hội thảo khoa học về cuộc đời ông được Hội Khoa học lịch sử tỉnh An Giang phối hợp với Huyện ủy Tri Tôn tổ chức. Đây được xem là cơ sở để Ủy ban nhân dân huyện lấy tên ông để đặt cho những công trình công cộng, trường học, tên đường trong tương lai.
Ngày 13 tháng 6 năm 2017, ông được Tổng cục Chính trị đề nghị xét truy tặng danh hiệu Anh hùng Lực lượng vũ trang nhân dân. Lễ truy tặng được tổ chức ngày 25 tháng 7 năm 2018 tại Ủy ban nhân dân huyện Tri Tôn.